# Tombeau de Khải Định
Le mausolée ou tombeau de Khải Định est le lieu de sépulture de l'avant-dernier empereur du Viêt Nam (ou roi d'Annam, selon le titre que lui reconnaissaient les autorités de l'Indochine française), Khải Định qui règna de 1916 à 1925.
Monté sur le trône en 1916, le roi Khải Định choisit la pente de la montagne Chau Chu (encore appelée Chau E), à 10 km de Huế, pour y bâtir son tombeau. Les travaux commencèrent le 4 septembre 1920 et se poursuivirent pendant 11 ans.
Ce tombeau, qui se trouve au sud de Hué le long de la rivière des Parfums, est le dernier de la sorte à avoir été construit pour un membre de la dynastie Nguyen.

## Historique

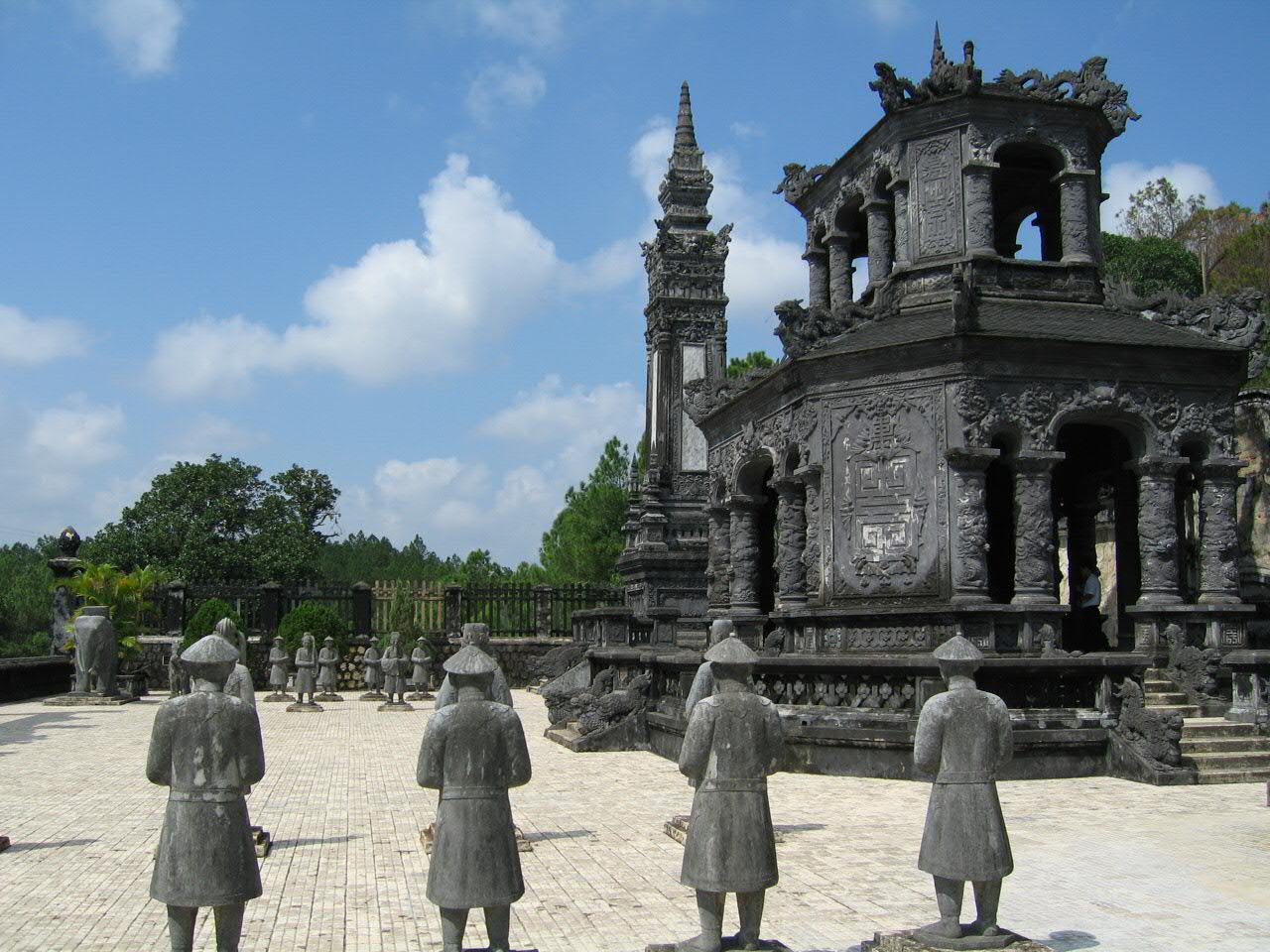
La garde d'honneur et le pavillon de la stèle

Le tombeau à flanc de coteau a été construit de 1920 à 1931 dans un style mélangeant un vocabulaire asiatique foisonnant avec des éléments européens.
Il se présente sur trois niveaux, sous la forme de terrasses reliées par des escaliers. Financé par une augmentation des impôts locaux avant la mort du roi, qui n'avait aucun pouvoir réel et qui n'avait qu'un rôle de représentation, ce monument n'était pas apprécié des Indochinois annamites qui pour la majorité d'entre eux ne manifestaient soit qu'une considération distante à son égard, soit même une certaine aversion de la part de la minorité intellectuelle favorable dans son ensemble à l'indépendance.
Khải Định, qui avait visité la France en 1922, et notamment l'exposition coloniale de Marseille, admirait l'architecture occidentale : il fit ainsi construire le palais An Dinh en 1917-1919 ; un pavillon servant de belvédère, le pavillon Tứ Phương Vô Sự, à la Cité jaune impériale ; et totalement réaménager son palais Kiến Trung en mélangeant le style local avec le style néorenaissance.
Il meurt de tuberculose à l'âge de quarante ans. Son fils Bảo Đại fit terminer le mausolée.

## Description[2]

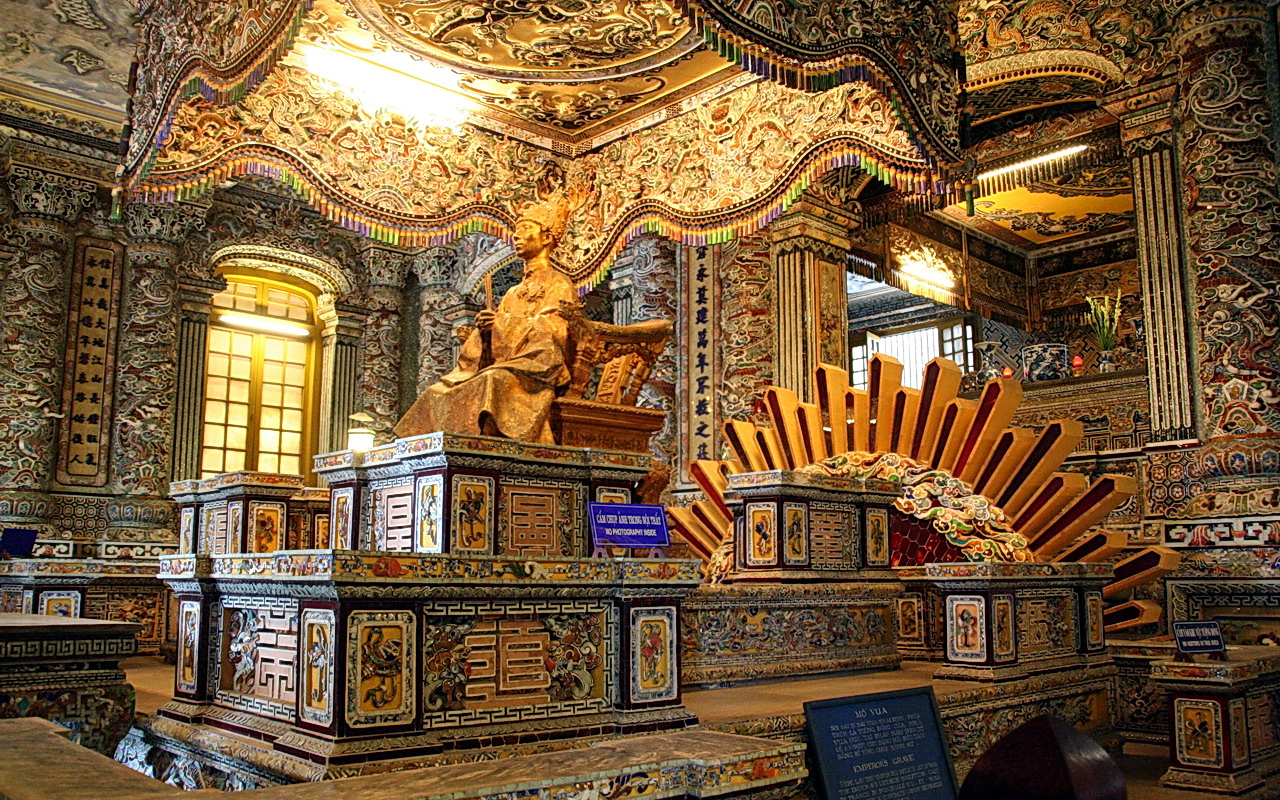
Tombe de Khải Định

Le mausolée dont la structure est en béton, est beaucoup plus petit que ceux des autres souverains Nguyen construits dans les environs. Il occupe une superficie moindre (117 m par 48,5 m), mais sa construction est particulièrement élaborée.
C’est le résultat du mélange des architectures européennes et asiatiques, modernes et anciennes. L’ensemble du tombeau forme une masse rectangulaire surgissant avec ses 127 marches, adossée au mont Chau Chu.
On accède au mausolée par de hauts escaliers ornés de dragons et de multiples motifs sculptés.
- Après l’entrée, on entre dans la cour d’honneur ; un long escalier mène au tombeau, puis au temple de la Stèle. La première terrasse est bordée de pavillons de garde. La cour de la deuxième terrasse possède des statues d'une garde d'honneur de douze soldats dans le goût chinois avec des mandarins, des éléphants et des chevaux. C'est ici que se trouve le pavillon de la stèle sur laquelle sont inscrits les idéogrammes glorifiant les mérites du roi

- Le temple de Thien Dinh : C’est l’endroit le plus élevé et la principale construction de la nécropole. Il se compose de 5 salles adjacentes et de 2 salles latérales. La salle d’accès est réservée aux soldats gardiens de tombeau. Devant elle, s’élève le temple de Khải Định, qui renferme l’autel du culte et le portrait du roi. Au milieu, se trouve le Buu An, la statue du roi et l’autel du culte avec la tablette funéraire du défunt.

- Le palais Khai Thanh au troisième niveau présente des façades extrêmement décorés. L'intérieur doré mélange des incrustations de porcelaine et des miroirs avec des dragons au plafond que l'on retrouve aussi sur la toiture. Des salles exposent des objets et photographies de l'époque avec une statue en bronze de Khải Định fondue à Marseille en 1922[3]. La salle du fond contient la tombe elle-même avec un autel. Khải Định est figuré sur sa tombe assis sur son trône.

La plus grande particularité de ce mausolée, c’est la décoration intérieure du temple de Thien Dinh. Le tableau du plafond représente 9 dragons dans les nuages (« Cuu Long an van »). Des motifs et des mosaïques de porcelaine et de cristal tapissent tous les murs.
Les scènes sont très animées et les couleurs harmonieusement mélangées. Les images des 4 animaux sacrés et des 8 armes ornementales portent l’art des reliefs en porcelaine à son plus haut sommet.
Le tombeau de Khải Định est l’une des constructions architecturales les plus surprenantes des tombeaux impériaux.

## Illustrations

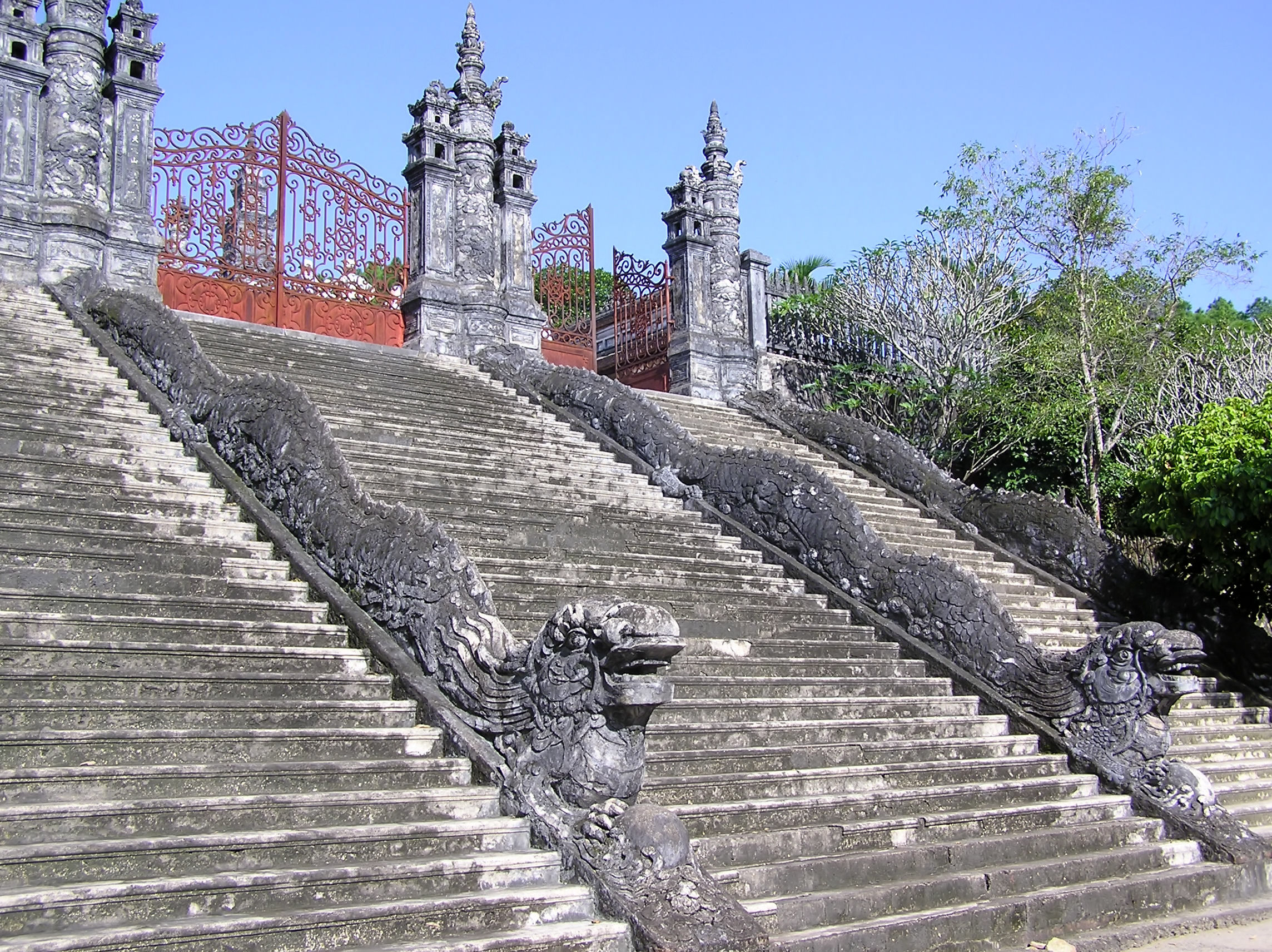
Escaliers et grilles d'entrée.
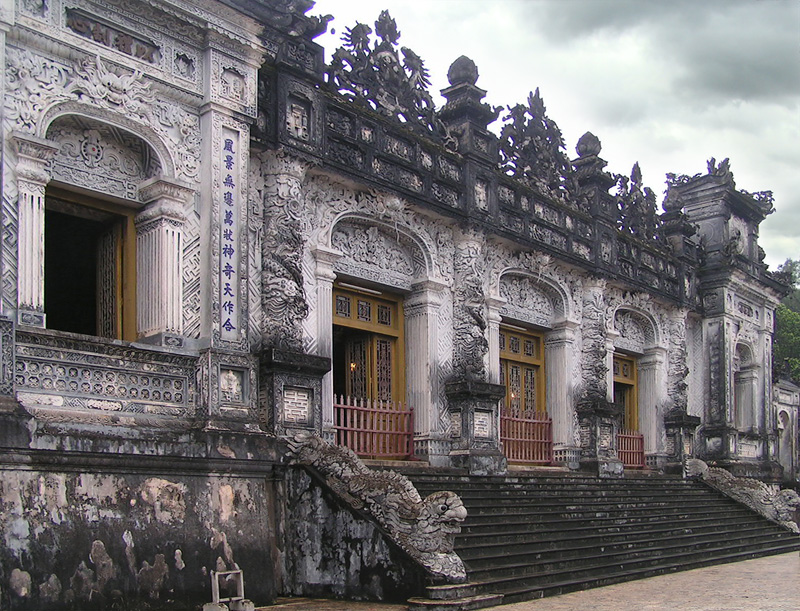
Façade du palais Khai Thanh.
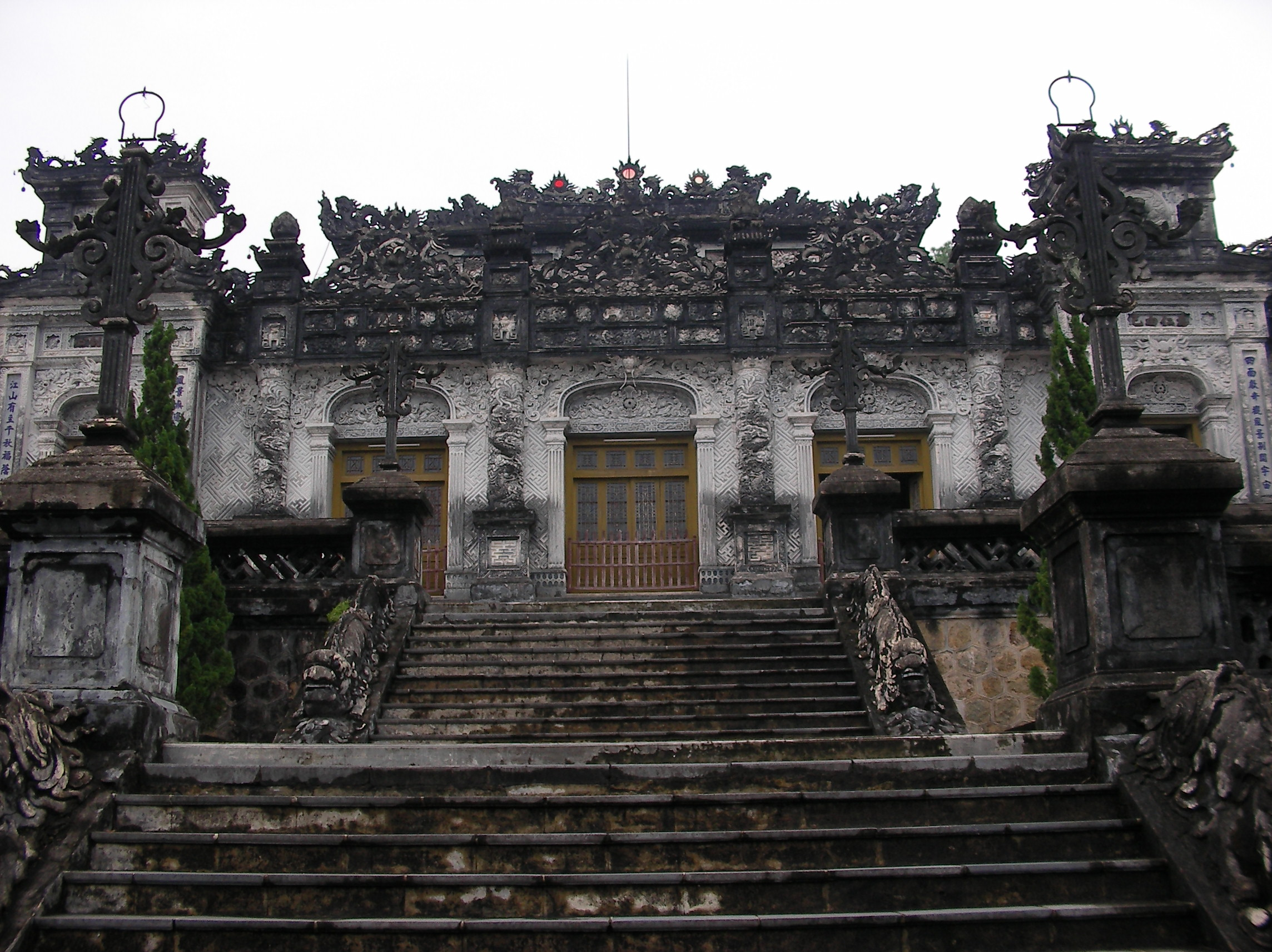
Façade du mausolée Khai Thai.
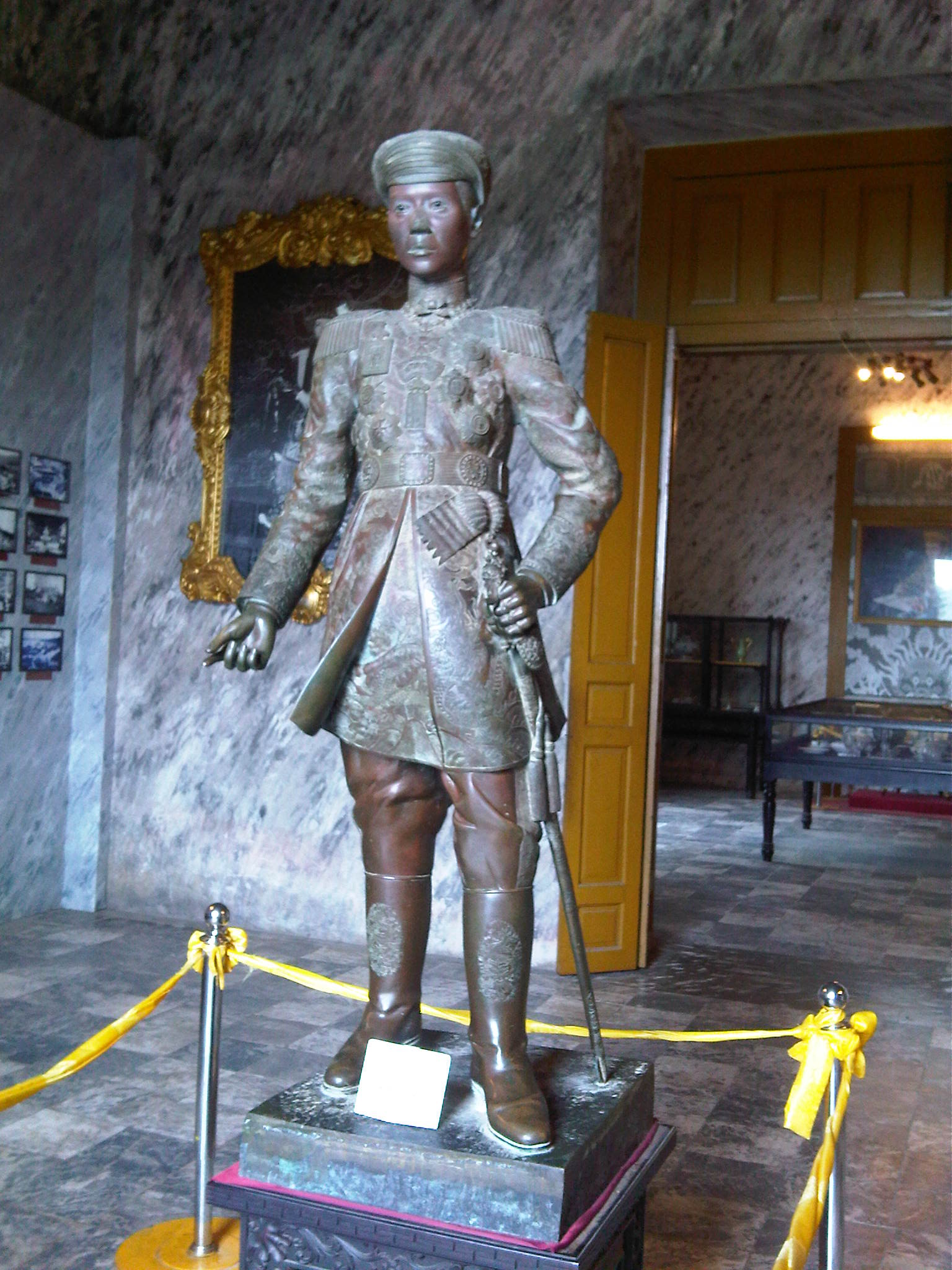
Statue en pied de Khải Định (bronze, 1922).